# 蘇恰瓦河

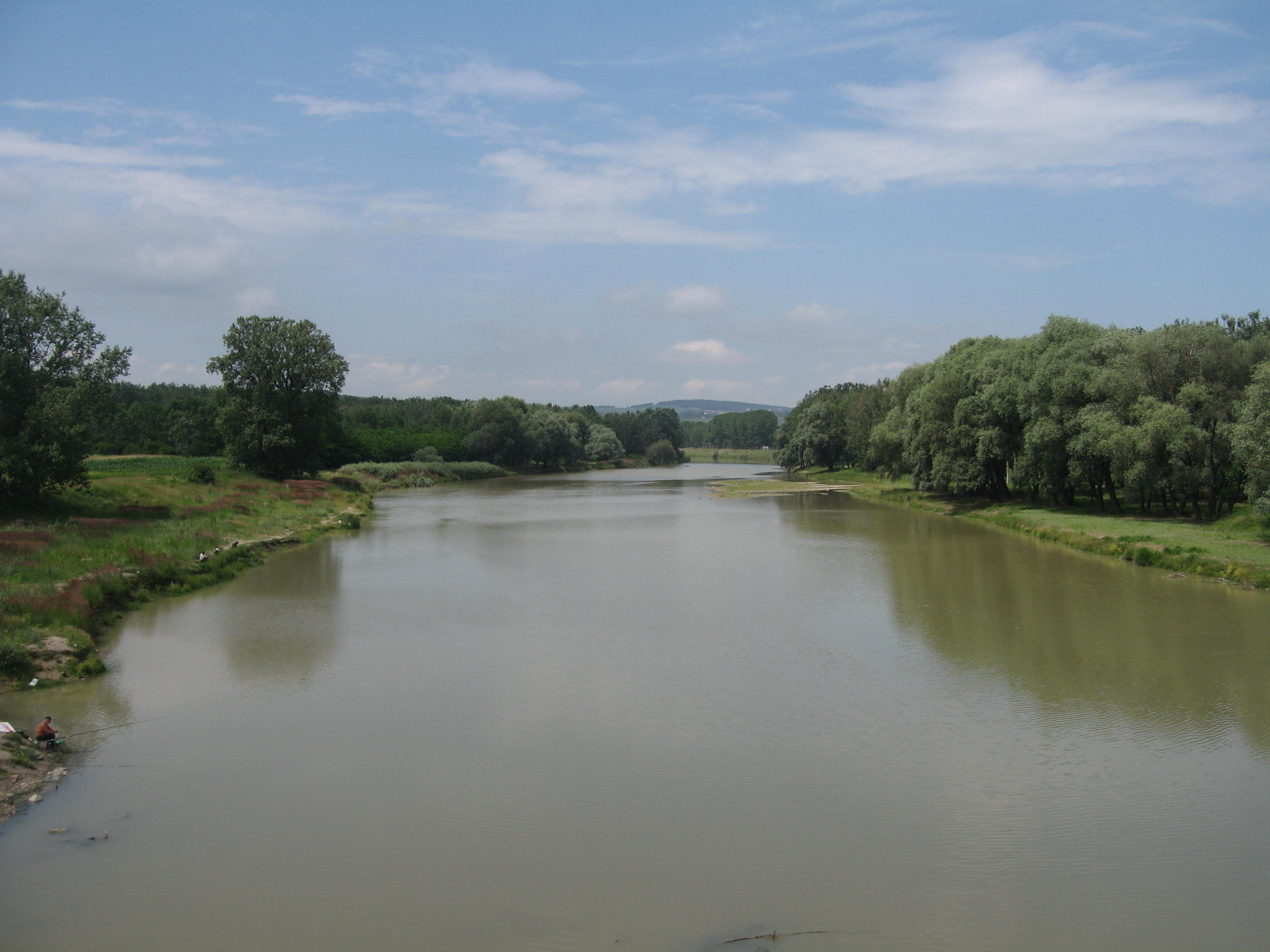

47°33′12″N 25°45′42″E / 47.55333°N 25.76167°E
蘇恰瓦河（羅馬尼亞語：Râul Suceava），是東歐的河流，流經烏克蘭和羅馬尼亞，河道全長170公里，發源自布科維納，最終注入錫雷特河，河口處在蘇恰瓦東南面21公里。